# Carl August Heinrich Zwicker
Carl August Heinrich Zwicker (* 1794 in Hannover; † nach 1825) war ein deutscher Dichterjurist.

## Leben
Zwicker war einer der Söhne des Bürgermeisters und Konsistorialrats Ludwig Christian Wilhelm Zwicker. Nach dem Schulbesuch immatrikulierte er sich 1814 zum Studium der Rechtswissenschaften an der Universität Göttingen. Er unterbrach sein Studium, um am Befreiungskriege teilzunehmen. Während seiner Studienzeit in Göttingen war er Mitglied des Corps Hannovera Göttingen. Gemeinsam mit seinen Corpsbrüdern August von Arnswaldt und Rudolf Christiani gehörte vermutlich 1817 auch er der studentischen Literatenvereinigung Poetische Schusterinnung an der Leine an. Aus deren Reihe entstammten die Herausgeber und viele der Beiträger zu der kurzlebigen Literaturzeitschrift Wünschelruthe, die nur im ersten Halbjahr 1818 erschien. Der Lyriker Zwicker gehörte jedenfalls zu den eifrigeren Beiträgern zu dieser Zeitschrift; er lieferte aber auch eine Novelle und Übersetzungen aus dem Englischen. Seine dort veröffentlichten Gedichte wurden bis in das 20. Jahrhundert nachgedruckt.
Zwicker wurde im Herbst 1818 in Göttingen zum Dr. beider Rechte promoviert. Ebenfalls 1818 erschien seine Monografie über das Gottesurteil, welche in den Göttingischen Anzeigen von gelehrten Sachen wie in der Allgemeinen Literatur-Zeitung 1820 eine recht positive Besprechung erfuhr. Nach dem Studium trat er in den juristischen Dienst des Königreichs Hannover ein. Noch Ende 1818 wurde er in der vorgenannten Monographie als Auditor beim Kabinettsministerium des Königreichs Hannover belegt. 1823 berichtet Heinrich Heine von einem Besuch bei Zwicker und seiner Familie in Hannover. Zwicker war zu diesem Zeitpunkt in den richterlichen Dienst gewechselt. 1826 war Zwicker titularischer Amtmann im Amt Leer, welches 1815 von Preußen an das Königreich Hannover gefallen war und von dem Oberamtmann Friedrich Carl August Baumgarten geleitet wurde. 1826 verschwand Zwicker, der verheiratet war und zwei kleine Töchter hatte, in Leer spurlos. Sein Verbleib oder Tod konnte nie geklärt werden.

## Familie
Zwicker heiratete um 1823 Adolphine Caroline Clementine Marie Schubert (1803–1855). Aus der Ehe gingen die zwei Töchter Julia Dorothea (* 1824) und Helena Wilhelmina (* 1825) hervor. Die jüngere Tochter verstarb nach dem Verschwinden Zwickers 1827 auf Reisen in Buer an Scharlach. Seine Ehefrau heiratete 1830 oder 1831 ihren zweiten Ehemann Friedrich Adolph Gottlieb Graf von Eyben, der auch Zwickers älteste Tochter Julia Dorothea adoptierte. Mit ihrem zweiten Ehemann hatte sie zwei weitere Kinder.

## Schriften
- Ueber die Ordale. Ein Beytrag zur Deutschen Rechtsgeschichte, Göttingen 1818